# Municipio de Hardwick (Nueva Jersey)
El municipio de Hardwick (en inglés: Hardwick Township) es un municipio ubicado en el condado de Warren en el estado estadounidense de Nueva Jersey. En el año 2000 tenía una población de 1,464 habitantes y una densidad poblacional de 15 personas por km².

## Geografía
El municipio de Hardwick se encuentra ubicado en las coordenadas 41°1′19″N 74°58′5″O / 41.02194, -74.96806.

## Demografía
Según la Oficina del Censo en 2000 los ingresos medios por hogar en el municipio eran de $72,167 y los ingresos medios por familia eran $76,111. Los hombres tenían unos ingresos medios de $56,000 frente a los $31,875 para las mujeres. La renta per cápita para la localidad era de $30,038. Alrededor del 2.6% de la población estaba por debajo del umbral de pobreza.